# مون چه وون
مون چه وون (کره‌ای: 문채원؛ زادهٔ ۱۳ نوامبر ۱۹۸۶) بازیگر اهل کره جنوبی است. از مهم‌ترین آثار او می‌توان به مجموعه‌های تلویزیونی مرد بی‌گناه (۲۰۱۲)، آقای دکتر (۲۰۱۳)، ذهن‌های جنایتکار (۲۰۱۷)، گل شیطان (۲۰۲۰) و فیلم پیش‌بینی عشق اشاره کرد.

## اوایل زندگی
مون چه وون در دگو، کره جنوبی به دنیا آمد. وقتی او کلاس ششم بود، خانواده‌اش به سئول نقل مکان کردند. مون چه وون زمانیکه دانشجوی رشته نقاشی غربی بود، در سال ۲۰۰۶ برای دنبال کردن بازیگری دانشگاه را رها کرد.

## فیلم‌شناسی

### فیلم
| سال  | عنوان            | نقش         | توضیحات                   | منابع |
| ---- | ---------------- | ----------- | ------------------------- | ----- |
| ۲۰۰۸ | ئی.تی. مدرسه ما  | لی اون شیل  |                           | [ ۳ ] |
| ۲۰۱۱ | جنگ کمان‌ها       | چوی جا این  |                           | [ ۴ ] |
| ۲۰۱۴ | چشم انتظار       | یون هی      | فیلم کوتاه از زیبا (۲۰۱۴) | [ ۵ ] |
| ۲۰۱۵ | پیش‌بینی عشق      | کیم هیون وو |                           | [ ۶ ] |
| ۲۰۱۶ | حال و هوای امروز | به سو جونگ  |                           | [ ۷ ] |
| ۲۰۱۸ | فنگ شویی         | چو سو       |                           | [ ۸ ] |
| ن/م  | No Kids          |             |                           | [ ۹ ] |

### مجموعه تلویزیونی
| سال  | عنوان                  | نقش               | توضیحات                    | منابع  |
| ---- | ---------------------- | ----------------- | -------------------------- | ------ |
| ۲۰۰۷ | ترمیم عشق              | هوانگ هیو یون اون | قسمت دوم: "살까지 뺐는데!" |        |
| ۲۰۰۷ | نمایش ماهی خال خالی    | مین یون سو        |                            | [ ۱۰ ] |
| ۲۰۰۸ | نقاش باد               | جونگ هیونگ        |                            | [ ۱۱ ] |
| ۲۰۰۹ | میراث درخشان           | یو سونگ می        |                            | [ ۱۲ ] |
| ۲۰۰۹ | بانوی زیبای من         | یو یی جو          |                            | [ ۱۳ ] |
| ۲۰۱۰ | جاده شماره یک          | مین یونگ جین      | حضور افتخاری، قسمت ۲۰      | [ ۱۴ ] |
| ۲۰۱۰ | اشکالی نداره دختر بابا | اون چه ریونگ      |                            | [ ۱۵ ] |
| ۲۰۱۱ | عشق شاهزاده خانم       | لی سه ریونگ       |                            | [ ۱۶ ] |
| ۲۰۱۲ | مرد بی‌گناه             | سو اون گی         |                            | [ ۱۷ ] |
| ۲۰۱۳ | آقای دکتر              | چا یون سو         |                            | [ ۱۸ ] |
| ۲۰۱۶ | خداحافظ آقای سیاه‌پوش   | سوان              |                            | [ ۱۹ ] |
| ۲۰۱۷ | ذهن‌های جنایتکار        | ها سون وو         |                            | [ ۲۰ ] |
| ۲۰۱۸ | داستان پری             | سون اوک نام       |                            | [ ۲۱ ] |
| ۲۰۲۰ | گل شیطان               | چا جی وون         |                            | [ ۲۲ ] |
| ۲۰۲۳ | تسویه حساب: پول و قدرت | پارک جون کیونگ    |                            | [ ۲۳ ] |
| ۲۰۲۳ | راننده تاکسی ۲         | اوه می سو         | حضور افتخاری (قسمت ۱۶)     | [ ۲۴ ] |

### موزیک ویدئو
| سال  | عنوان موزیک          | هنرمند        | منابع  |
| ---- | -------------------- | ------------- | ------ |
| ۲۰۰۸ | "Parting Once Again" | سونگ سی-کیونگ | [ ۲۵ ] |